# P-cimen
p-cimenul este un compus organic aromatic care se găsește și în natură. Din punct de vedere structural, este format dintr-un nucleu benzenic substituit în pozițiile para cu grupele metil și izopropil. Există doi izomeri de poziție mai puțin comuni: o-cimenul, orto-substituit, și m-cimenul, meta-substituit, dintre aceștia doar p-cimenul fiind natural. Cei trei izomeri formează grupul cimenilor.
Se găsește în uleiurile eterice izolate din diferite plante, cum ar fi în uleiul de cimbru și rășina coniferelor. Se poate obține prin tratarea p-bromotoluenului și a bromurii de izopropil cu sodiu. 